# Augustus Keurenaer

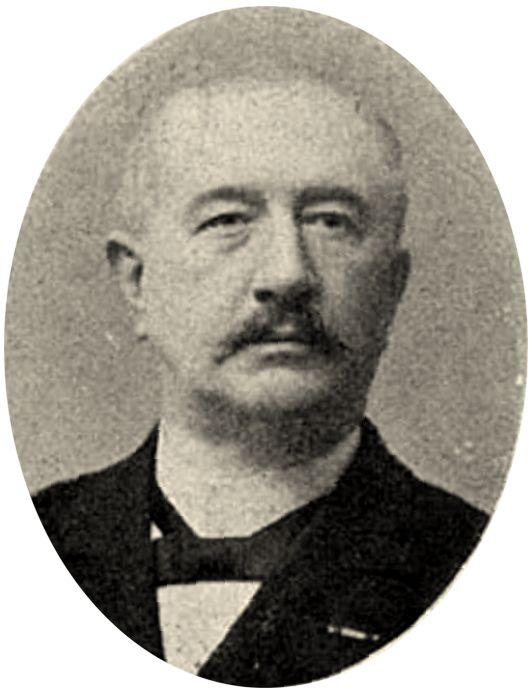
Augustus Keurenaer (rond 1900)

Augustus Keurenaar (Padang,  28 augustus 1845 - Maastricht, 18 december 1910) was een Nederlands waterbouwkundig ingenieur. Hij was de zoon van waterstaatsingenieur en militair Johannes Augustus Keurenaer. Hij werkte, na te zijn afgestudeerd aan de Polytechnische School te Delft (waar zijn vader directeur was), bij verschillende diensten van Rijkswaterstaat. zijn laatste functie was Hoofdingenieur-directeur in de directie Limburg. 
Tijdens zijn loopbaan was hij ook actief binnen het Koninklijk Instituut van ingenieurs, waar hij zich vaak sterk maakte voor verbetering van de arbeidspositie van ingenieurs in de Rijksdienst, zowel in Nederland als in Nederlands Indië.
- Nederlandse Thesaurus van Auteursnamen: 138825726
- Virtual International Authority File: 283745666